# Аргініносукцинатсинтаза
ASS1 (англ. Argininosuccinate synthase 1) – білок, який кодується однойменним геном, розташованим у людей на короткому плечі 9-ї хромосоми. Довжина поліпептидного ланцюга білка становить 412 амінокислот, а молекулярна маса — 46 530.
| 10         |  | 20         |  | 30         |  | 40         |  | 50         |
| ---------- |  | ---------- |  | ---------- |  | ---------- |  | ---------- |
| MSSKGSVVLA |  | YSGGLDTSCI |  | LVWLKEQGYD |  | VIAYLANIGQ |  | KEDFEEARKK |
| ALKLGAKKVF |  | IEDVSREFVE |  | EFIWPAIQSS |  | ALYEDRYLLG |  | TSLARPCIAR |
| KQVEIAQREG |  | AKYVSHGATG |  | KGNDQVRFEL |  | SCYSLAPQIK |  | VIAPWRMPEF |
| YNRFKGRNDL |  | MEYAKQHGIP |  | IPVTPKNPWS |  | MDENLMHISY |  | EAGILENPKN |
| QAPPGLYTKT |  | QDPAKAPNTP |  | DILEIEFKKG |  | VPVKVTNVKD |  | GTTHQTSLEL |
| FMYLNEVAGK |  | HGVGRIDIVE |  | NRFIGMKSRG |  | IYETPAGTIL |  | YHAHLDIEAF |
| TMDREVRKIK |  | QGLGLKFAEL |  | VYTGFWHSPE |  | CEFVRHCIAK |  | SQERVEGKVQ |
| VSVLKGQVYI |  | LGRESPLSLY |  | NEELVSMNVQ |  | GDYEPTDATG |  | FININSLRLK |
| EYHRLQSKVT |  | AK         |  |            |  |            |  |            |

A: Аланін

C: Цистеїн

D: Аспарагінова кислота

E: Глутамінова кислота

F: Фенілаланін

G: Гліцин

H: Гістидин

I: Ізолейцин

K: Лізин

L: Лейцин

M: Метіонін

N: Аспарагін

P: Пролін

Q: Глутамін

R: Аргінін

S: Серин

T: Треонін

V: Валін

W: Триптофан

Кодований геном білок за функціями належить до лігаз, фосфопротеїнів. 
Задіяний у такому біологічному процесі, як біосинтез амінокислот. 
Білок має сайт для зв'язування з АТФ, нуклеотидами. 
Локалізований у цитоплазмі.